# Hector Borda Leaño
Héctor Borda Leaño, född 13 december 1927 i Oruro, död 25 januari 2022 i Malmö, var en boliviansk politiker, antropolog och poet.

## Biografi
Borda växte upp i en intellektuell miljö i Sucre och blev tidigt politiskt engagerad. Redan som tonåring gick han med i partiet Falange Socialista Boliviana (FSB). Så småningom valdes han för detta parti till rikskongressen 1966–1969. I början av 1970-talet lämnade han FSB tillsammans med Marcelo Quiroga Santa Cruz. Borda var särskilt engagerad i gruvarbetarnas livsvillkor och kämpade för att nationalisera naturresurserna i Bolivia. Under den kortlivade Torres-regeringen utnämndes Borda till statssekreterare i gruvministeriet, men efter militärkuppen ledd av Hugo Banzer 1971 tvingades Borda i exil, först till Argentina och sedan 1977 till Sverige. Han återvände till Bolivia 1982 som vald senator för det nybildade Partido Socialista (PS-1). 
Borda Leaño var medlem i flera avantgardistiska konstnärliga rörelser i Bolivia.  Under 1960-talet var Borda Leaño en av grundarna av kulturrörelsen Prisma, som samlade den bolivianska intellektuella eliten vid denna tiden. Dess ledande medlemmar, bland dem poeterna Pedro Shimose, Julio de La Vega och prästen Juan Quiróz, var verksamma i dagstidningen El Diario och hade stor betydelse för att sprida den bolivianska litteraturen utanför landets gränser.  Borda Leaño var stilbildande för en socialt engagerad poesi som förenade realistiska skildringar av arbetarklassen med ett expressionistiskt språk. Borda Leaño försökte utveckla ett genuint bolivianskt uttryckssätt med referenser till indiansk mytologi och kultur. Många av hans dikter, som är skrivna på spanska, hämtar ord och uttryck från Quechua-språket, som är det största indianspråket i dagens Bolivia.
Borda Leaño var författare till flera prisbelönta diktsamlingar och räknas idag som en av 1900-talets mest betydelsefulla bolivianska poeter. 2010 tilldelades han den bolivianska nationella kulturmedaljen Marina Núñez del Prado av den bolivianska staten.  Han avled i Sverige den 25 januari 2022.  

## Litterära verk
- La Ch'alla. Buenos Aires: Editorial Papeles de Buenos Aires 1965
- El sapo y la serpiente. Oruro: Universidad técnica de Oruro 1966
- Con rabiosa alegría. La Paz: Municipalidad de La Paz 1970
- En esta oscura tierra, med originalgravyrer av Ricardo Carpani. Buenos Aires: Editorial Losada 1972
- Poemas desbandados. La Paz: plural editores 1997
- Las claves del comandante. La Paz: plural editores 1998
- Poemas para una mujer de noviembre. Tromsø: Series de E-poesías "Mariposa" 2013
- Kommandantens kodord. Dansk upplaga, översatt av Steen Johansen. Köpenhamn 2018